# Phường 1, Đà Lạt
Phường 1 là một phường thuộc thành phố Đà Lạt, tỉnh Lâm Đồng, Việt Nam.

## Địa lý
Phường 1 nằm ở trung tâm thành phố Đà Lạt, có vị trí địa lý:
- Phía đông giáp Phường 10 và Phường 9
- Phía tây giáp Phường 5 và Phường 6
- Phía nam giáp Phường 3 và Phường 4
- Phía bắc giáp Phường 2 và Phường 8.

Phường 1 có diện tích 1,79 km², dân số năm 2022 là 10.551 người, mật độ dân số đạt 5.894 người/km².

## Hành chính
Phường 1 được chia thành 7 tổ dân phố: 1, 2, 3, 4, 5, 6, 7.

## Lịch sử
Ngày 6 tháng 6 năm 1986, Hội đồng Bộ trưởng ban hành Quyết định số 67-HĐBT về việc thành lập Phường 2 trên cơ sở 31 tổ dân phố với 11.550 nhân khẩu của Phường 1 cũ.
Phường 1 có 31 tổ dân phố với 11.254 nhân khẩu.
Ngày 21 tháng 1 năm 2020, HĐND tỉnh Lâm Đồng ban hành Nghị quyết số 166/NQ-HĐND, về việc:
- Sáp nhập một phần tổ dân phố 6 và tổ dân phố 7 vào tổ dân phố 3.
- Sáp nhập một phần tổ dân phố 8 và tổ dân phố 10 vào tổ dân phố 4.
- Sáp nhập một phần tổ dân phố 6, tổ dân phố 8 và tổ dân phố 9 vào tổ dân phố 5.
- Thành lập tổ dân phố 6 trên cơ sở một phần của 2 tổ dân phố: 9, 12 và tổ dân phố 11.
- Thành lập tổ dân phố 7 trên cơ sở một phần của 2 tổ dân phố: 9, 12; tổ dân phố 13 và tổ dân phố 14.